# Vasylkiv (huyện)
Huyện Vasylkiv (tiếng Ukraina: Васильківський район, chuyển tự: Vasylkivs’kyi raion) là một huyện của tỉnh Kiev thuộc Ukraina. Huyện Vasylkiv có diện tích 1184 km², dân số theo điều tra dân số ngày 5 tháng 12 năm 2001 là 70705 người với mật độ 60 người/km2. Trung tâm huyện nằm ở Vasylkiv.